# Bafang
Bafang is een stad in Kameroen en ligt in de regio Ouest. Het is het administratief centrum van het departement Haut-Nkam. Bafang telde in 2005 29.821 inwoners.
De stad ligt aan de autoweg N5.

## Klimaat
De gemiddelde jaarlijkse neerslag bedraagt 2100 mm. Februari is de warmste maand. 

## Religie
Sinds 2012 is Bafang de zetel van een rooms-katholiek bisdom.

## Sport
Unisport Bafang is de plaatselijke voetbalvereniging. 